# Сенюк Олег Володимирович
Олег Володимирович Сенюк — український військовик, генерал-майор юстиції, військовий прокурор Західного регіону України, тимчасовий виконувач обов’язки військового прокурора сил антитерористичної операції (2017 рік), заступник головного військового прокурора - військовий прокурор Центрального регіону України (2019 рік).

## Військові звання
- полковник
- генерал-майор (23 серпня 2017 року)

## Зовнішні посилання
- Указ Президента України №238/2017 «Про присвоєння військового звання»

| українська персоналія | Це незавершена стаття про особу, що має стосунок до України. Ви можете допомогти проєкту, виправивши або дописавши її. |